# Rally Cataluña de 2003
El Rally Cataluña de 2003, oficialmente 39º Rally Catalunya - Costa Brava (Rallye de España), fue la edición 39.ª y la decimotercera ronda de la temporada 2003 del Campeonato Mundial de Rally. Ese año el rally cambió de fecha y pasó de celebrarse del mes de marzo al mes de octubre, concretamente los días 24 al 26 de octubre. Contó con veintidós tramos de asfalto con un total de 381.18 km cronometrados.
El vencedor fue el francés Gilles Panizzi con un Peugeot 206 WRC que lograba su segunda victoria consecutiva en Cataluña. Segundo fue Sébastien Loeb que a punto estuvo de lograr su primera victoria en la prueba puesto que dominó la carrera desde el segundo tramo con su Citroën Xsara WRC pero en el último tramo su compatriota Panizzi marcó el mejor tiempo y le ganó por solo trece segundos, por lo que no solo perdió el primer puesto si no que finalizó en segunda posición por solo 6 décimas de ventaja sobre Markko Märtin que logró la tercera plaza por detrás de Loeb. 
En la categoría junior ganó Brice Tirabassi seguido de Kris Meeke y Salvador Cañellas.
En esta edición se abandonaron los tramos de Tarragona, que formaban parte de una etapa del rally  y estos se corrieron plenamente en la zona de Gerona.

## Itinerario y ganadores
| Día        | Tramo | Hora  | Nombre                    | Distancia | Ganador        | Tiempo  | Vel. media  | Líder rally    |
| ---------- | ----- | ----- | ------------------------- | --------- | -------------- | ------- | ----------- | -------------- |
| 1 (24 oct) | SS1   | 08:48 | La Trona 1                | 13.17 km  | Petter Solberg | 8:23.6  | 94.15 km/h  | Petter Solberg |
| 1 (24 oct) | SS2   | 09:21 | Alpens – Les Llosses 1    | 21.80 km  | Sébastien Loeb | 13:07.3 | 99.68 km/h  | Sébastien Loeb |
| 1 (24 oct) | SS3   | 10:29 | La Pobla de Lillet 1      | 22.55 km  | Sébastien Loeb | 15:03.5 | 89.85 km/h  | Sébastien Loeb |
| 1 (24 oct) | SS4   | 13:12 | Saint Julia 1             | 26.27 km  | Sébastien Loeb | 15:35.3 | 101.11 km/h | Sébastien Loeb |
| 1 (24 oct) | SS5   | 14:05 | Taradell 1                | 5.05 km   | Markko Märtin  | 2:56.2  | 103.18 km/h | Sébastien Loeb |
| 1 (24 oct) | SS6   | 15:32 | La Trona 2                | 13.17 km  | Gilles Panizzi | 8:15.7  | 95.65 km/h  | Sébastien Loeb |
| 1 (24 oct) | SS7   | 16:05 | Alpens – Les Llosses 2    | 21.80 km  | Gilles Panizzi | 13:10.6 | 99.27 km/h  | Sébastien Loeb |
| 1 (24 oct) | SS8   | 17:13 | La Pobla de Lillet 2      | 22.55km   | Sébastien Loeb | 14:55.3 | 90.67 km/h  | Sébastien Loeb |
| 2 (25 oct) | SS9   | 08:53 | Olost 1                   | 23.08km   | Gilles Panizzi | 11:39.4 | 118.80 km/h | Sébastien Loeb |
| 2 (25 oct) | SS10  | 09:41 | Lluca 1                   | 14.04km   | Markko Märtin  | 8:15.9  | 101.92 km/h | Sébastien Loeb |
| 2 (25 oct) | SS11  | 10:09 | San Baudiliode Llusanés 1 | 12.85 km  | Gilles Panizzi | 8:06.7  | 95.05 km/h  | Sébastien Loeb |
| 2 (25 oct) | SS12  | 11:42 | Sant Julia 2              | 26.27 km  | François Duval | 15:30.4 | 101.65 km/h | Sébastien Loeb |
| 2 (25 oct) | SS13  | 12:35 | Taradell 2                | 5.05 km   | Richard Burns  | 2:58.3  | 101.96 km/h | Sébastien Loeb |
| 2 (25 oct) | SS14  | 14:12 | Olost 2                   | 23.08km   | Markko Märtin  | 11:37.0 | 119.21 km/h | Sébastien Loeb |
| 2 (25 oct) | SS15  | 15:00 | Lluca 2                   | 14.04km   | Markko Märtin  | 8:19.5  | 101.19 km/h | Sébastien Loeb |
| 2 (25 oct) | SS16  | 15:28 | Sant Boi de Llucanes 2    | 12.85km   | Sébastien Loeb | 8:05.5  | 95.28 km/h  | Sébastien Loeb |
| 3 (26 oct) | SS17  | 07:43 | Sant Bartomeu del Grau 1  | 11.55km   | Petter Solberg | 6:27.2  | 107.39 km/h | Sébastien Loeb |
| 3 (26 oct) | SS18  | 08:19 | La Roca 1                 | 5.05km    | Roman Kresta   | 3:16.2  | 92.66 km/h  | Sébastien Loeb |
| 3 (26 oct) | SS19  | 08:47 | Viladrau 1                | 35.18 km  | Tommi Mäkinen  | 23:19.8 | 90.48 km/h  | Sébastien Loeb |
| 3 (26 oct) | SS20  | 11:10 | Sant Bartomeu del Grau 2  | 11.55 km  | Markko Märtin  | 6:29.4  | 106.78 km/h | Sébastien Loeb |
| 3 (26 oct) | SS21  | 11:46 | La Roca 2                 | 5.05km    | Sébastien Loeb | 3:22.2  | 89.91 km/h  | Sébastien Loeb |
| 3 (26 oct) | SS22  | 12:14 | Viladrau 2                | 35.18 km  | Gilles Panizzi | 23:38.4 | 89.29 km/h  | Gilles Panizzi |

## Clasificación final
| Pos.     | Piloto                | Copiloto               | Automóvil          | Tiempo    | Diferencia | Puntos |
| WRC      | WRC                   | WRC                    | WRC                | WRC       | WRC        | WRC    |
| -------- | --------------------- | ---------------------- | ------------------ | --------- | ---------- | ------ |
| 1.       | Gilles Panizzi        | Hervé Panizzi          | Peugeot 206 WRC    | 3:55:09.4 |            | 10     |
| 2.       | Sébastien Loeb        | Daniel Elena           | Citroën Xsara WRC  | 3:55:22.4 | +13.0      | 8      |
| 3.       | Markko Märtin         | Michael Park           | Ford Focus WRC     | 3:55:23.0 | +13.6      | 6      |
| 4.       | François Duval        | Stéphane Prévot        | Ford Focus WRC     | 3:56:04.8 | +55.4      | 5      |
| 5.       | Petter Solberg        | Phil Mills             | Subaru Impreza WRC | 3:56:20.2 | +1:10.8    | 4      |
| 6.       | Marcus Grönholm       | Timo Rautiainen        | Peugeot 206 WRC    | 3:56:38.5 | +1:29.1    | 3      |
| 7.       | Carlos Sainz          | Marc Martí             | Citroën Xsara WRC  | 3:56:52.4 | +1:43.0    | 2      |
| 8.       | Tommi Mäkinen         | Kaj Lindström          | Subaru Impreza WRC | 3:57:04.5 | +1:55.1    | 1      |
| JWRC     |                       |                        |                    |           |            |        |
| 1. (17.) | Brice Tirabassi       | Jacques-Julien Renucci | Renault Clio S1600 | 4:16:33.7 |            | 10     |
| 2. (19.) | Kris Meeke            | Chris Patterson        | Opel Corsa S1600   | 4:18:06.2 | +1:32.5    | 8      |
| 3. (21.) | Salvador Cañellas     | Xavier Amigo           | Suzuki Ignis S1600 | 4:18:41.8 | +2:08.1    | 6      |
| 4. (22.) | Daniel Carlsson       | Mattias Andersson      | Suzuki Ignis S1600 | 4:20:40.2 | +4:06.5    | 5      |
| 5. (24.) | Urmo Aava             | Kuldar Sikk            | Suzuki Ignis S1600 | 4:23:06.1 | +6:32.4    | 4      |
| 6. (25.) | Ville-Pertti Teuronen | Mikko Markkula         | Suzuki Ignis S1600 | 4:23:14.2 | +6:40.5    | 3      |
| 7. (27.) | Abdo Feghali          | Joseph Matar           | Ford Puma S1600    | 4:27:21.3 | +10:47.6   | 2      |
| 8. (29.) | Massimo Ceccato       | Mitia Dotta            | Fiat Punto S1600   | 4:30:58.7 | +14:25.0   | 1      |